# 浦川治造
浦川 治造（うらかわ はるぞう、1938年〈昭和13年〉11月 - ）はアイヌの著名なエカシ（長老）である。アイヌ文化奨励賞受賞者。東京アイヌ協会名誉会長。40代で関東に移住し、現在も関東におけるアイヌのリーダーの一人として活動を続けている。詩人・アイヌ古布絵作家の宇梶静江は実姉で、俳優の宇梶剛士は甥に当たる。

## 経歴
北海道浦河郡浦河町の姉茶に生まれる。父の春松は1902年浦河生まれ。春松の父は多聞常次郎という石川県出身のいわゆる和人、母親はアイヌ族の女性・ハルコンジで春松は和人とアイヌ族のハーフであったが春松はシミツというアイヌ女性を妻としアイヌとして生き、漁業や米作りをして生計を立てていたという。また春松は11月から3月までは林業に携わり、家を空ける生活であったとも回想されている。
治造は兄2人、姉2人、弟1人の6人兄弟の5番目の子供として生まれる。三男であったが両親は治造を跡取り息子と考えていたという。学校は小学校2年までしかまともに通わず、その後はひたすら労働の日々であったと回想している。中学を卒業した後は父親と同じように林業と農業に従事。
22歳の時に荻伏の土建会社に就職し、やがて重機も扱うようになる。25歳の時に高知県出身の女性と結婚。しばらくは飯場を夫婦で転々としたが、故郷の会社から引き抜きの話があり、実家に戻る。そこで何年か働いて元手を溜めた後に独立して厚賀で土建業「浦河興業」を開業。事業は順調であったが、39歳の時に取引先の倒産の煽りを受けて連鎖倒産。再び故郷に戻り、以前の会社の社長の世話で再び事業を起こす。
42歳の時に家を新築するが、直後に父春松が急死し、姉も原因不明の眼病に罹る。困った治造が新冠町の仏教寺院の僧侶に相談すると、治造の家系は浦河のアイヌの酋長の家系であるが、春松の死によって酋長の座が空位になった為に眼病となっていると言われ、酋長の座を継承することに同意。姉の眼病も治癒するが、今度は妻の脳梗塞と事業の不振が立て続けに起こった為、1981年、事業を整理して東京に移住することを決意する。
妻子を残して上京した治造は、中古のワゴン車に起居しながら建設現場でがむしゃらに働き、1年後には妻子を東京に呼び、その2年後には借金を完済して浦河工業を三度創業。1987年に関東ウタリ会会長に就任。萱野茂の後援会長も務める。
1993年、東京で開催された国際先住民年シンポジウムの為に、大月に自費でポロチセ（大型のチセ）を建設。その後、チプ（丸木舟）建造や君津市でのアイヌ文化学習施設「カムイミンタラ」設立など、アイヌ文化の継承と振興に尽力している。2007年には横浜でハワイの伝統帆走カヌー「ホクレア」の為のカムイノミを開催。ナイノア・トンプソンらと交流を行った。2010年完成のドキュメンタリー映画「TOKYOアイヌ」にも出演。2011年11月に原田詠志斗 著『アイヌの治造』・さとうち藍 著『アイヌ式エコロジ－生活 ― 治造エカシに学ぶ、自然の知恵』を原案に、浦川の半生を追ったドキュメンタリー映画「カムイと生きる」が完成した。
2018年発行 のら猫クロッチ物語「友送り」（作：かりにゃん）に登場するエカシのモデルである。

## 浦河での生活
生家は伝統的なチセで、非常に貧しく、ある冬にはやむなく飼い犬を食べたこともあったが、犬の為に丁重にカムイノミをして、犬の霊をカムイモシリに送ったという。また当時はアイヌも和人も冬には犬肉食を行うことが当然であったとも回想している。
成人してからは強靱な体力と精神力を誇り、素手でオスのエゾシカを捕まえて食料とすることも珍しくなく、当時の友人の証言では、一冬に7頭から8頭はそうしてエゾシカを捕まえていたという。